# ヒロロ (商業施設)

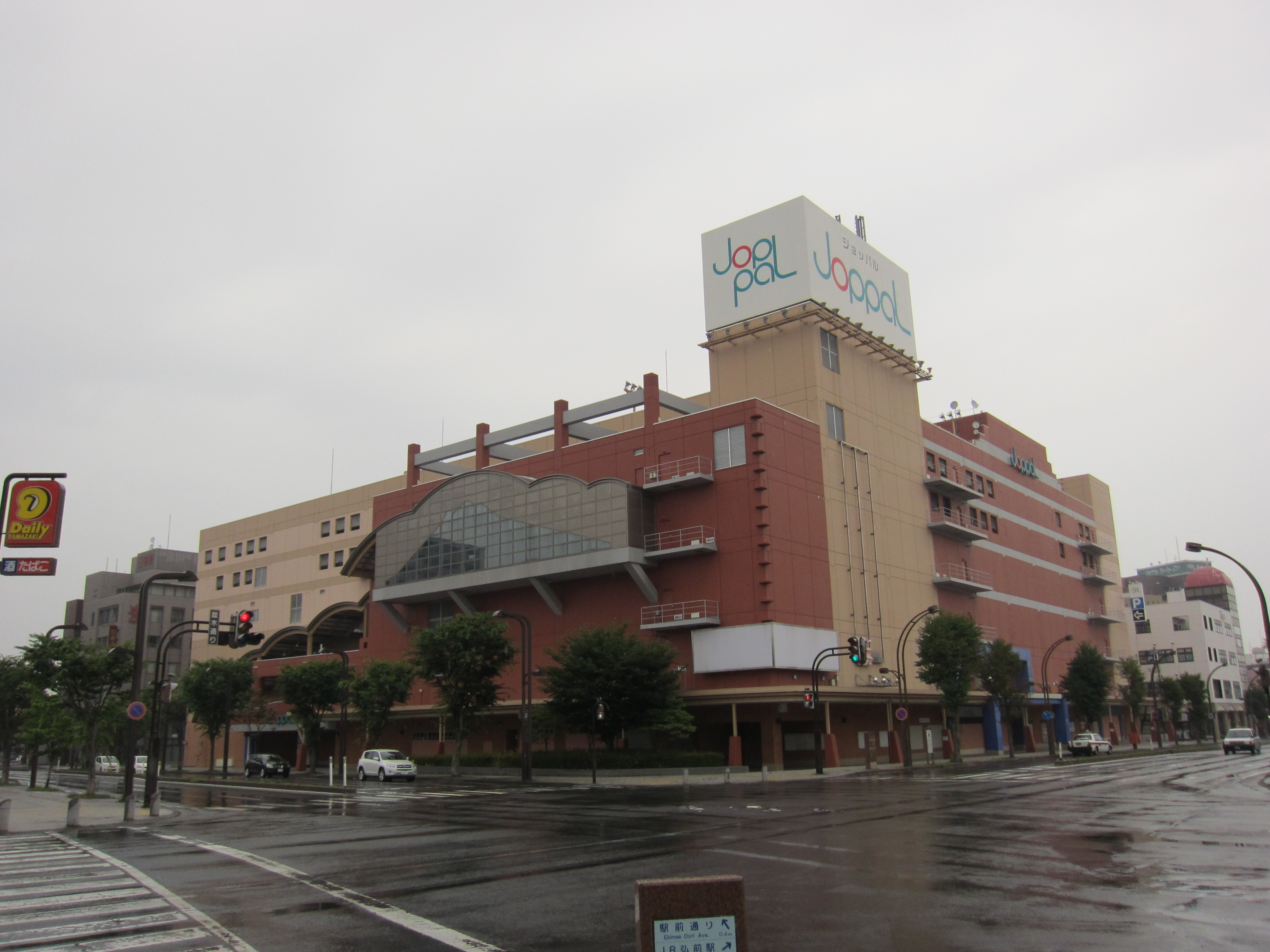
2012年当時。Joppalの表記が残る。

ヒロロは、青森県弘前市にある複合商業施設。近隣にイトーヨーカドー弘前店があり、商業の激戦区である。地上7階、地下1階建て。

## 概要
1994年3月4日、ダイエー弘前店を核としたSC「ジョッパル」として開店したが、その後ダイエーが撤退したことで運営会社の経営が悪化、負債総額約41億円で経営破綻し2009年に一旦営業を終えた。その後、マイタウンひろさきを新たな運営会社として2013年に「ヒロロ」へとリニューアルして再オープン。弘前市が事実上の支援を行い、施設内にいくつかの行政施設を入居させている。

## 主なテナント
- 地下1階（Daily Market ＆ Healthcare）
  - さとちょう ヒロロ店 2018年8月7日開店[3]（旧ルミエール、2018年7月29日閉店[4]）。
  - Bee Quick
  - Curves
  - Seria
  - JUPITER
  - ブーランジェリー 雅
  - フレッシュファーム FORET
  - お洋服のお直し みしんみしん

- 1階（Fashion & Lifestyle）
  - IVY
  - ITALIAN TOMATO Café
  - MARGARET HOWELL
  - Boutique CONCERT
  - チチカカ
  - LANCRET Joseph
  - CUPSULA
  - FranceFranc
  - circle MARKET
  - MAJESTIC LEGON
  - 眼鏡市場
  - Green Parks topic
  - MIXTURE
  - circle AOMORI
  - PAL'LAS PALACE
  - REGAL SHOES
  - Studio Botan
  - サイゼリヤ(2023/9/21開店)[5]

- 2階（Culture）
  - OWNDAYS
  - TSUTAYA BOOK STORE
  - JTB
  - BLANCHE
  - ほけんの窓口
  - ご褒びの部屋
  - YOGA STUDIO re-light
  - GREENHOUSE EPO
  - bene posto.
  - BIC Apple製品修理サービス 弘前店（2017年8月20日に コジマ×ビックカメラ 弘前ヒロロ店が閉店した後、iPhone修理・Apple製品修理カウンターのみが継続した）
  - Total BeautySalon MiMiy HIROSAKI first
  - Total BeautySalon MiMiy HIROSAKI second
  - Petit tente
  - Petit fleur COCO

- 3階（Local Community ＆ Design）
  - 子ども絵本の森
  - 遊び場
  - 弘前圏域権利擁護支援センター
  - 弘前市市民生活センター
  - 総合行政窓口・弘前パスポートセンター
  - 市民文化交流館受付窓口
  - 津軽広域連合
  - 弘前市民参画センター・ボランティア支援センター
  - ひろさき生活・仕事支援センター
  - ジョブカフェあおもり・サテライトスポット弘前
  - ひろさき若者サポートステーション
  - 弘前就労支援センター
  - ひろさき広域出愛サポートセンター
  - 健康ホール
  - 高齢者健康トレーニング教室
  - 健康相談室
  - 大成なかよし会
  - 駅前こどもの広場
  - ひろさき子育て世代広域包括支援センター
  - 託児室

- 4階（Family ＆ Sub Culture）
  - HAPIPILAND
  - ジェイエステティック
  - printemps mieux
  - animate
  - はなまるうどん
  - マリオンクレープ[6]
  - ナン・カレーハウス
  - 八甲田麺業 R
  - ペッパーランチ
  - 中みそ - 2024年8月に突然閉店した中三から移転する形で2024年11月8日にオープン。

- 5階・6階・屋上
  - 駐車場

## 交通アクセス

### 鉄道
- JR東日本弘前駅から徒歩5分

### バス
- 弘南バス
  - 土手町循環100円バス「ヒロロ前」バス停下車（ただし、弘前公園方面からの便のみ停車）。
  - 「大町二丁目」バス停から徒歩1分

### 自家用車
- ヒロロ駐車場（大町共同パーク方面に出入口あり）[7]
- 大町共同パーク 他